# Patricia Lavila
 (janvier 2020).
Si vous disposez d'ouvrages ou d'articles de référence ou si vous connaissez des sites web de qualité traitant du thème abordé ici, merci de compléter l'article en donnant les références utiles à sa vérifiabilité et en les liant à la section « Notes et références ».
Patricia Lavila, née le 23 février 1957 à Oran (Algérie), est une chanteuse française.

## Biographie
Née d'un père commandant de gendarmerie et d'une mère artiste au foyer, Patricia Lavila quitte l'Algérie pour Lyon. Elle est scolarisée à l'école Maria-Casarès à Rillieux-la-Pape dans le Rhône. Voulant faire plaisir à la fois à son père et à sa mère, elle  prend des cours de danse classique. Elle obtient son diplôme avec la note de 12. Elle abandonne ses cours de parachutisme pour se consacrer à la musique. Disposée au chant, elle écume les concours locaux. Mais la région Rhône-Alpes est trop petite pour elle. 
À 16 ans, le destin lui sourit grâce à Gilles Jérôme. Elle monte à Paris où elle obtient le succès. Là, elle signe chez Barclay. Dans les années 1970, Lavila chante Une petite place dans ton cœur, L'amour est toujours en vacances, Pour toi c'est rien, pour moi c'est tout... Elle a enregistré une chanson rendant hommage à Jacques Brel avant le décès de ce dernier, et dont le titre est Je n'ai jamais vu Jacques Brel chanter.
En 1977, Patricia Lavila participe à la présélection française Le Grand Concours de la chanson française 1977 pour le Concours Eurovision de la chanson 1977 avec la chanson Vis ta vie mais ne se qualifie pas pour la finale,.
Elle fut mariée à David Alexandre Winter, elle apparaissait par ailleurs souvent dans l'émission La Chance aux chansons.
Elle a occasionnellement participé à des galas de L'amicale six-fournaise des rapatriés, à Six-Fours-les-Plages, un village voisin de La Seyne-sur-Mer. 
En 2007, sort une compilation de 44 titres : L'Intégrale 1973-1979 qui inclut l'ensemble de sa carrière des années 1970.

## Discographie

### Albums

#### Albums studio
- 1974 : Patricia Lavila (33 tours, cassette)
- 1981 : Imbécile (33 tours, cassette)

#### Compilation
- 2007 : Intégrale 1973-1979 (2CD) Marianne Mélodie 9838670[4]

### Singles
- 1973 : L'amour est toujours en vacances
- 1973 : Une petite place dans ton cœur
- 1974 : Durch Paris fließt immer noch die Seine[note 1]
- 1974 : Chante avec les oiseaux
- 1974 :	La Chanson de nos vacances
- 1974 : Pour toi c'est rien, pour moi c'est tout
- 1975 : Je n'ai jamais vu Jacques Brel chanter
- 1975 : Paloma blanca
- 1975 : Encore amoureuse
- 1975 : Des larmes de musique
- 1976 : La Nuit des dieux
- 1977 : La Vraie Vie
- 1977 : Et l'amour le reste du temps
- 1978 : Devenir une femme
- 1979 : Je l'ai dit mille fois[note 2]
- 1981 : Imbécile
- 1985 : Femme Navaro
- 1986 : Le Cœur au fond des yeux
- 1988 : Balance
- 1990 : Entre sa femme et moi

#### Classements
| Année | Titre                                    | Classements | Classements | Classements | Classements | Classements | Album           |
| Année | Titre                                    | FRA         | BEL         | P-B Top 40  | P-B Top 30  | QC          | Album           |
| ----- | ---------------------------------------- | ----------- | ----------- | ----------- | ----------- | ----------- | --------------- |
| 1973  | L'amour est toujours en vacances         | 29          | 33          | —           | 42          | —           | Patricia Lavila |
| 1973  | Une petite place dans ton cœur           | 14          | 23          | 62          | 31          | —           | Patricia Lavila |
| 1974  | Chante avec les oiseaux                  | 45          | 48          | 46          | 42          | —           | Patricia Lavila |
| 1974  | La Chanson de nos vacances               | 26          | —           | —           | —           | —           | Patricia Lavila |
| 1974  | Pour toi c'est rien, pour moi c'est tout | 24          | 12          | —           | —           | 6           | Patricia Lavila |
| 1975  | Paloma blanca                            | 39          | 25          | —           | —           | —           | hors album      |
| 1975  | Encore amoureuse                         | 34          | 29          | —           | —           | 15          | hors album      |
| 1976  | Des larmes de musique                    | —           | —           | —           | 56          | —           | hors album      |
| 1976  | La Nuit des dieux                        | —           | 29          | —           | —           | —           | hors album      |
| 1977  | La Vraie Vie / Vis ta vie                | 19          | 50          | —           | —           | —           | hors album      |
| 1979  | Je l'ai dit mille fois                   | —           | —           | —           | —           | 11          | hors album      |